# Kankauli
Kankauli är en ort i Indien.   Den ligger i distriktet Sindhudurg och delstaten Maharashtra, i den sydvästra delen av landet, 1 400 km söder om huvudstaden New Delhi. Kankauli ligger 54 meter över havet och antalet invånare är 15 735.
Terrängen runt Kankauli är platt. Runt Kankauli är det ganska tätbefolkat, med 199 invånare per kvadratkilometer. Det finns inga andra samhällen i närheten. I omgivningarna runt Kankauli växer huvudsakligen savannskog.